# Phoebetria
Genre
Le genre Phoebetria comprend deux espèces d'albatros fuligineux appartenant à la famille des Diomedeidae.

## Espèces
D'après la classification de référence (version 14.1, 2024) de l'Union internationale des ornithologues, il y a 2 espèces du genre Phoebetria (ordre phylogénique) :
- Phoebetria fusca (Hilsenberg, 1822) - Albatros brun ;
- Phoebetria palpebrata (Forster, 1785) - Albatros fuligineux.

## Galerie

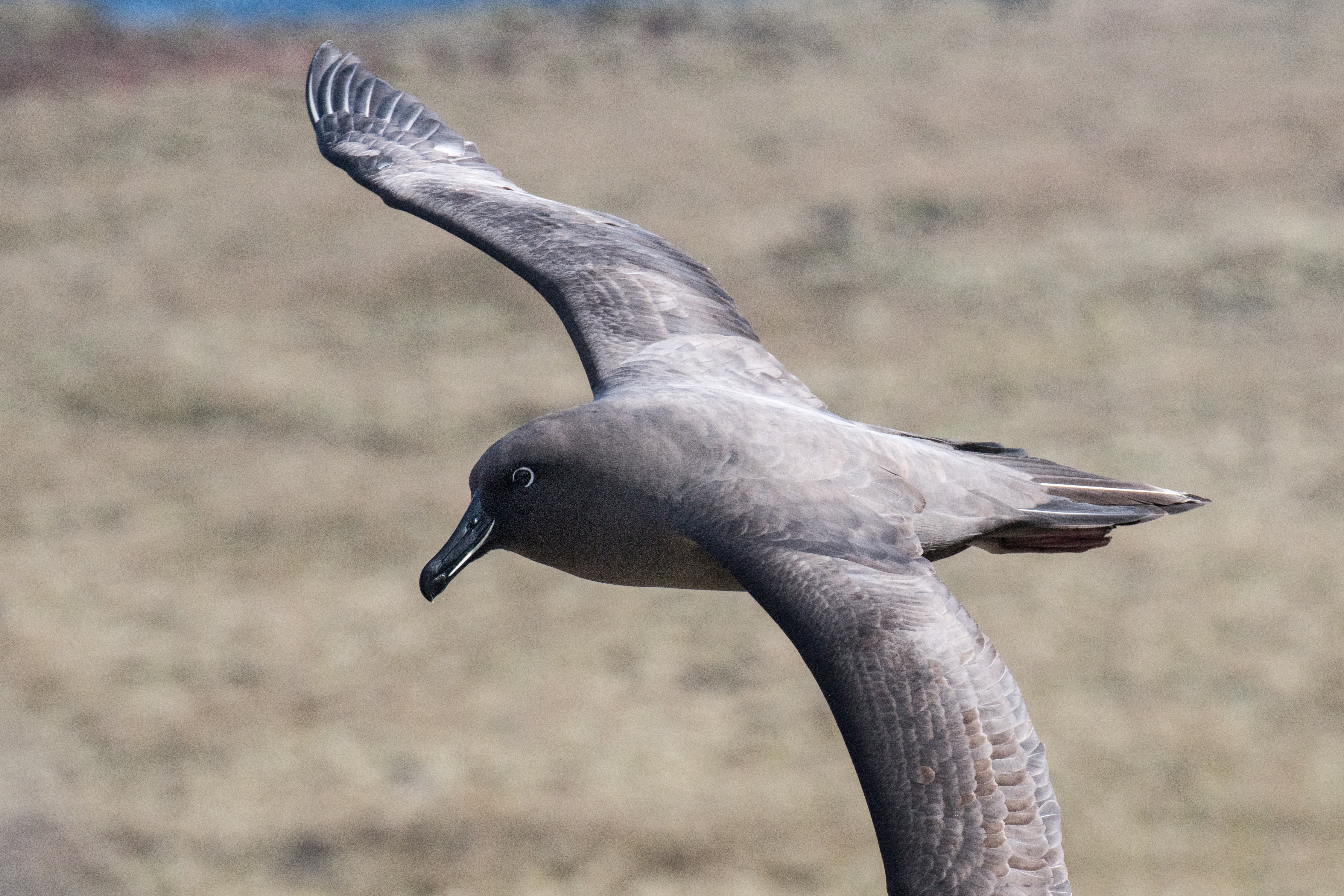
Albatros brun sur l'Île Amsterdam

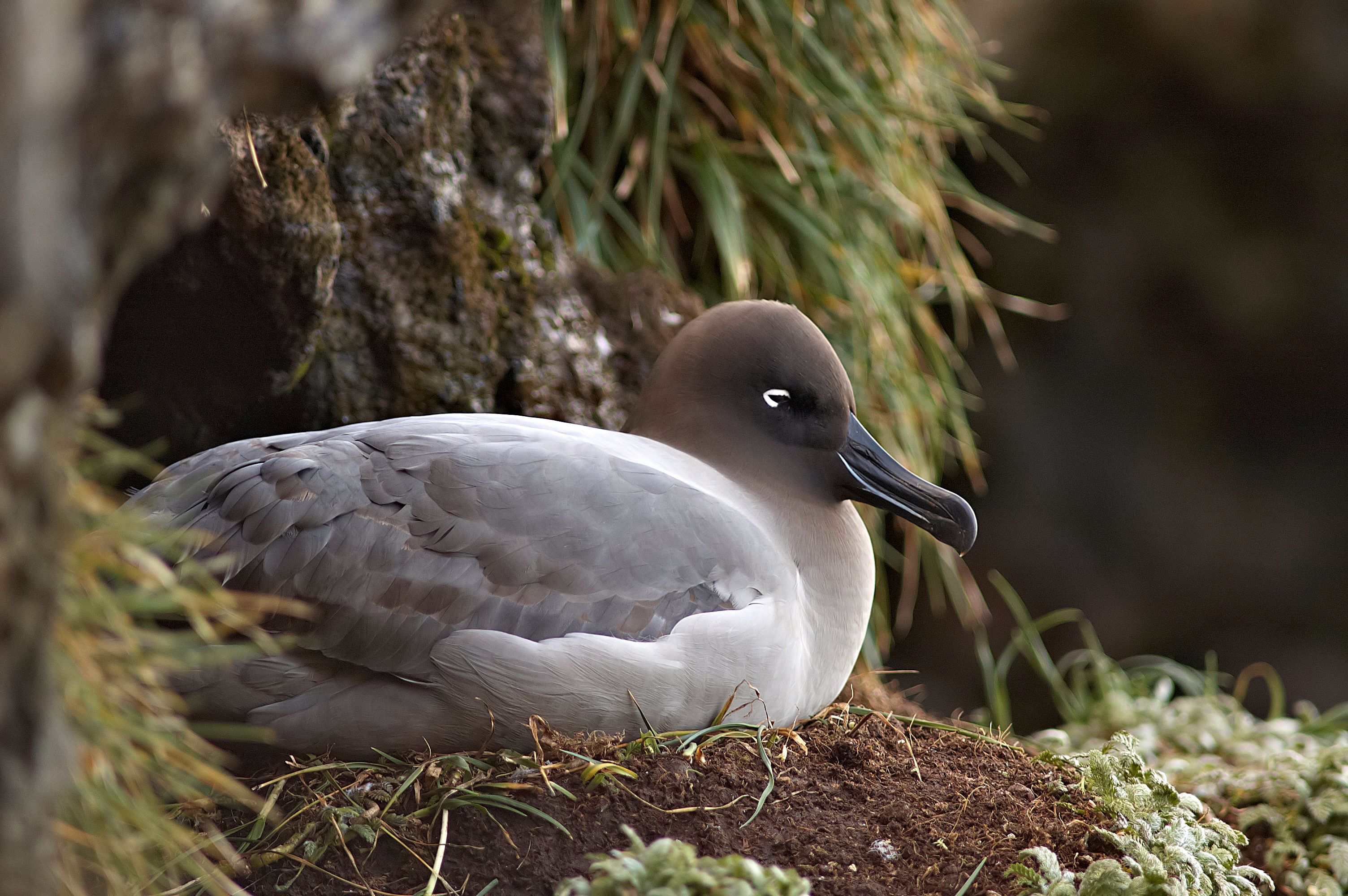
Albatros fuligineux